# Голуб (планер)
Голуб (рос. Голубь) — одномісний планер конструкції О. К. Антонова. Побудований у 1924 р. в Саратовському планерному гуртку.
На II Всесоюзних планерних випробуваннях, «Голуб», керований льотчиком В. М. Зерновим, виконав кілька невеликих підльотів. Конструкція планера була відзначена грамотою журі зльоту.

## Конструкція
Конструктивно «Голуб» фюзеляжний середньоплан з вільнонесучим крилом.
- Фюзеляж мав краплеподібну форму і грушоподібний поперечний переріз.
- Крило середньорозташоване крило мало профіль — інверсія параболи М. Є. Жуковського № 117 / 8. Елерони займали 17/21 величини розмаху крила. Елерони, керма висоти і напрямку мали рогову аеродинамічну компенсацію. Для зручності балансування крило мало можливість пересуватися вздовж осі фюзеляжу.
- Шасі — основне шасі двоколісние, могло бути замінене на більш високе або лижне. На ¾ довжини фюзеляжу встановлений досить потужний костур.